# Linh dương Gemsbok
Linh dương Gemsbok hay Linh dương sừng kiếm (Oryx gazella) là một loài động vật có vú trong họ Bovidae, bộ Artiodactyla. Loài này được Linnaeus mô tả năm 1758.

## Hình ảnh

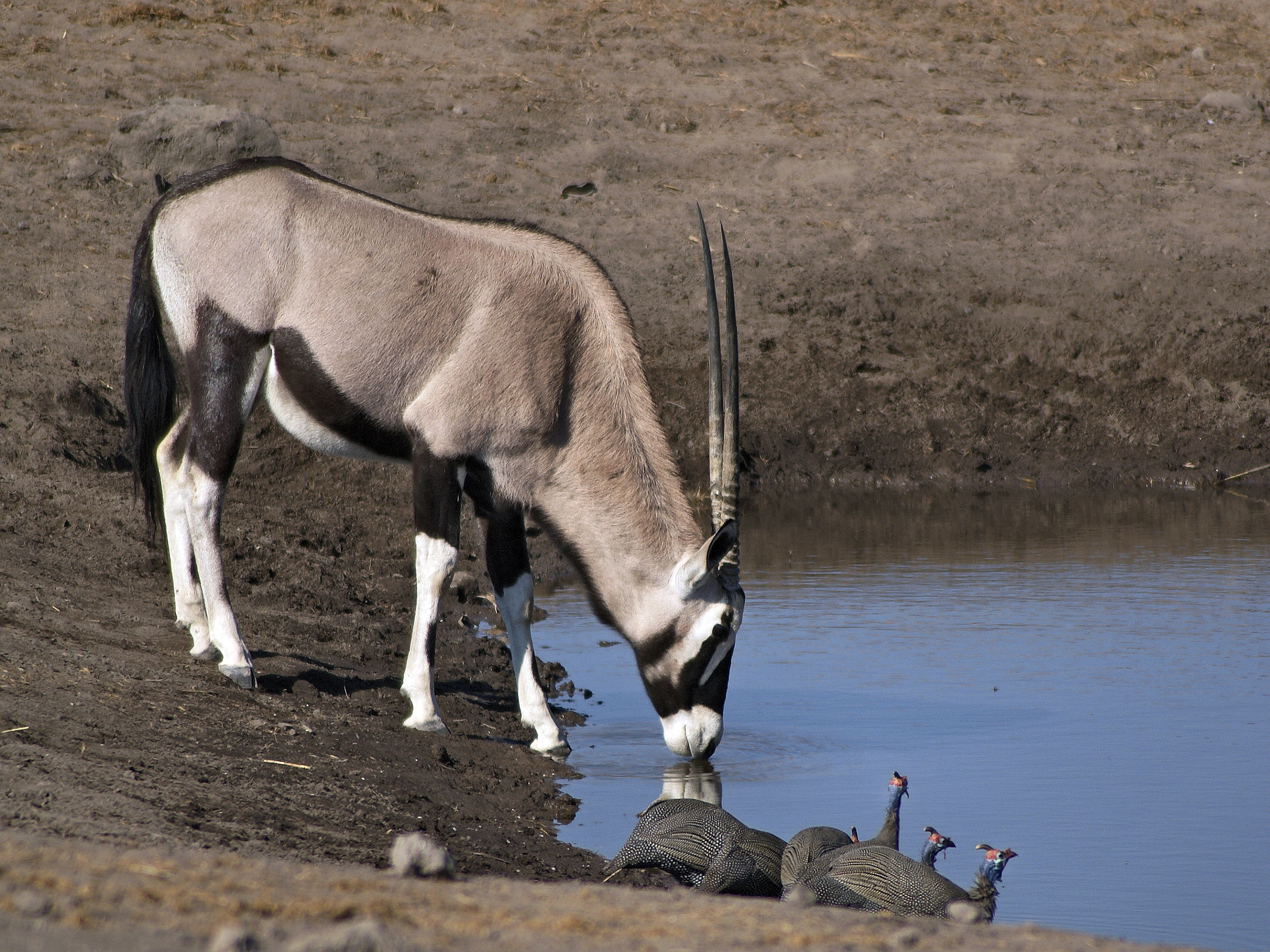
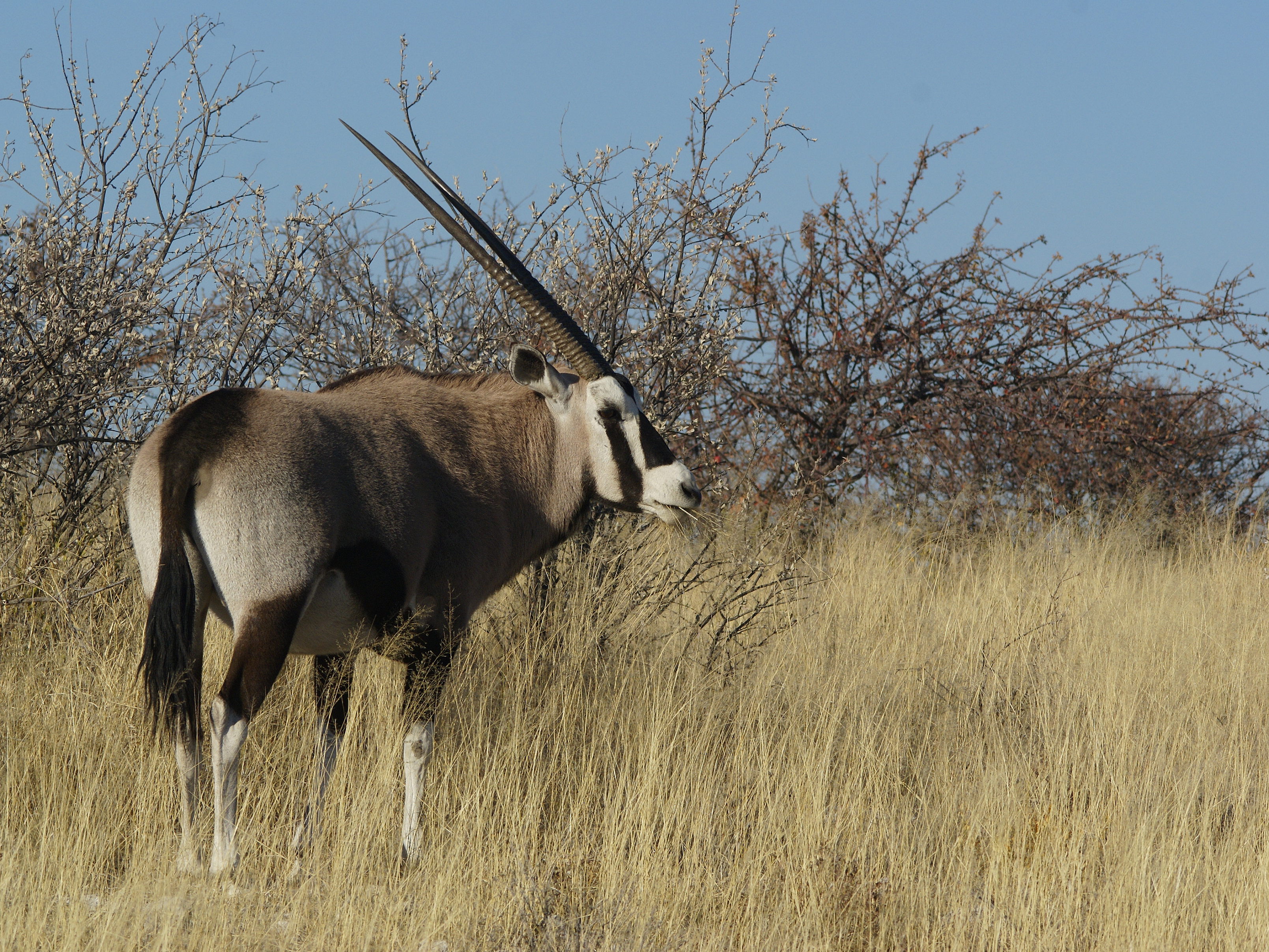
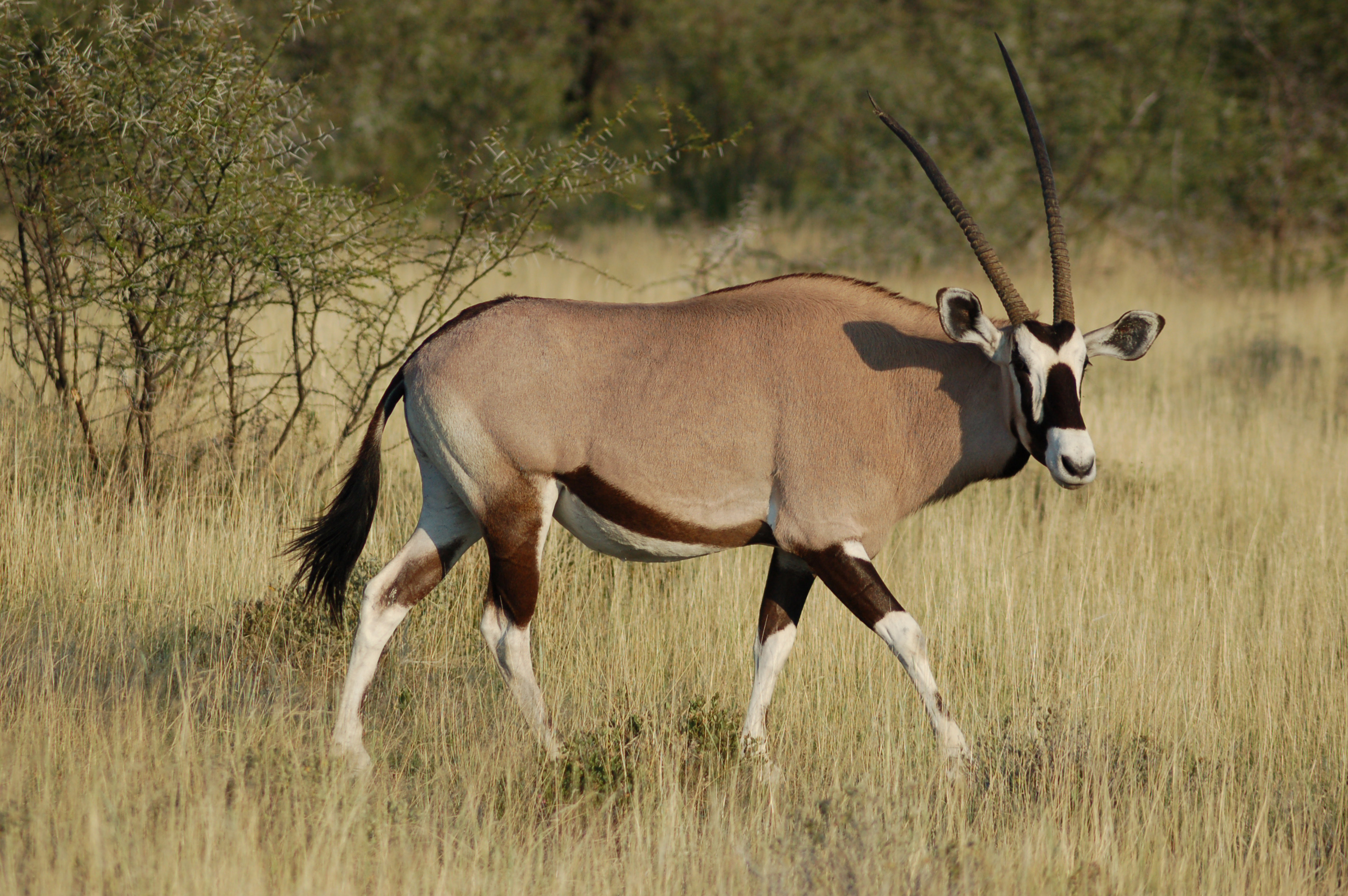